# 895

## Nașteri
- dată necunoscută: Athelstan  (d. 939)
- dată necunoscută: Eric I al Norvegiei  (d. 954)
- 13 noiembrie: Al-Muqtadir calif abbasid (d. 932)
- dată necunoscută: Siegfried de Merseburg  (d. 937)

## Decese
- dată necunoscută: Álmos politician maghiar (n. 820)